# Comuna Balotești, Ilfov
Balotești este o comună în județul Ilfov, Muntenia, România, formată din satele Balotești (reședința), Dumbrăveni și Săftica. Reședința comunei este satul Balotești, deși primăria își are sediul în Săftica.

## Așezare
Comuna se află în zona de nord a județului, pe malurile râului Cociovaliștea: localitățile se află în principal pe malul drept al acestui râu, iar comuna are teritoriu nelocuit până pe malul drept al emisarului acestuia, râul Vlăsia, care curge în zona nordică.
Este traversată de autostrada A0, care ocolește Bucureștiul. Lângă satul Balotești, ea are un nod cu șoseaua națională DN1, care leagă Bucureștiul de Ploiești. În satul Balotești, această șosea se intersectează cu șoseaua județeană DJ101, care duce către vest la Corbeanca și Buftea (unde se termină în DN1A), și spre est la Moara Vlăsiei, Grădiștea, și mai departe în județul Ialomița la Fierbinți-Târg și Jilavele (unde se termină în DN1D. Șoseaua județeană DJ200B pornește din DN1 la Săftica, se intersectează cu DJ101 la Balotești și duce spre sud către Tunari, Voluntari și București (zona Pipera).
Prin apropierea comunei trece și calea ferată București-Urziceni, pe care este deservită de gara Balotești.

## Demografie
Componența etnică a comunei Balotești
     Români (83,75%)
     Romi (2,34%)
     Alte etnii (0,84%)
     Necunoscută (13,08%)
Componența confesională a comunei Balotești
     Ortodocși (81,06%)
     Alte religii (3,97%)
     Necunoscută (14,97%)
Conform recensământului efectuat în 2021, populația comunei Balotești se ridică la 11.210 locuitori, în creștere față de recensământul anterior din 2011, când fuseseră înregistrați 8.314 locuitori. Majoritatea locuitorilor sunt români (83,75%), cu o minoritate de romi (2,34%), iar pentru 13,08% nu se cunoaște apartenența etnică. Din punct de vedere confesional, majoritatea locuitorilor sunt ortodocși (81,06%), iar pentru 14,97% nu se cunoaște apartenența confesională.

## Politică și administrație
Comuna Balotești este administrată de un primar și un consiliu local compus din 17 consilieri. Primarul, Cristian-Ștefan Pretorian[*], de la Partidul Social Democrat, este în funcție din 2012. Începând cu alegerile locale din 2024, consiliul local are următoarea componență pe partide politice:
|  | Partid                          | Consilieri | Componența Consiliului | Componența Consiliului | Componența Consiliului | Componența Consiliului | Componența Consiliului | Componența Consiliului | Componența Consiliului | Componența Consiliului | Componența Consiliului | Componența Consiliului |
|  | ------------------------------- | ---------- | ---------------------- | ---------------------- | ---------------------- | ---------------------- | ---------------------- | ---------------------- | ---------------------- | ---------------------- | ---------------------- | ---------------------- |
|  | Partidul Social Democrat        | 10         |                        |                        |                        |                        |                        |                        |                        |                        |                        |                        |
|  | Uniunea Salvați România         | 3          |                        |                        |                        |                        |                        |                        |                        |                        |                        |                        |
|  | Partidul Național Liberal       | 2          |                        |                        |                        |                        |                        |                        |                        |                        |                        |                        |
|  | Alianța pentru Unirea Românilor | 1          |                        |                        |                        |                        |                        |                        |                        |                        |                        |                        |
|  | Forța Dreptei                   | 1          |                        |                        |                        |                        |                        |                        |                        |                        |                        |                        |

## Istorie
La sfârșitul secolului al XIX-lea, comuna făcea parte din plasa Snagov a județului Ilfov, fiind formată din satele Balotești, Cacaleți, Preoțești, Popești-Petrești și Săftica, totalizând 891 de locuitori care trăiau în 206 case și 3 bordeie. În comună funcționau o școală mixtă, o mașină de treierat cu aburi și 5 biserici ortodoxe, câte una în fiecare cătun. În 1925, era arondată plășii Băneasa, având 1329 de locuitori.
În 1950, comuna a fost arondată raionului Căciulați și apoi (după 1960) raionului Răcari din regiunea București. În 1968 a redevenit parte din județul Ilfov, reînființat, pentru ca în 1981 să fie arondată Sectorului Agricol Ilfov, subordonat municipiului București, care în 1998 a devenit actualul județ Ilfov.
Aici a avut loc, pe 31 martie 1995, catastrofa aviatică cunoscută sub denumirea de „accidentul de la Balotești”.

## Monumente istorice

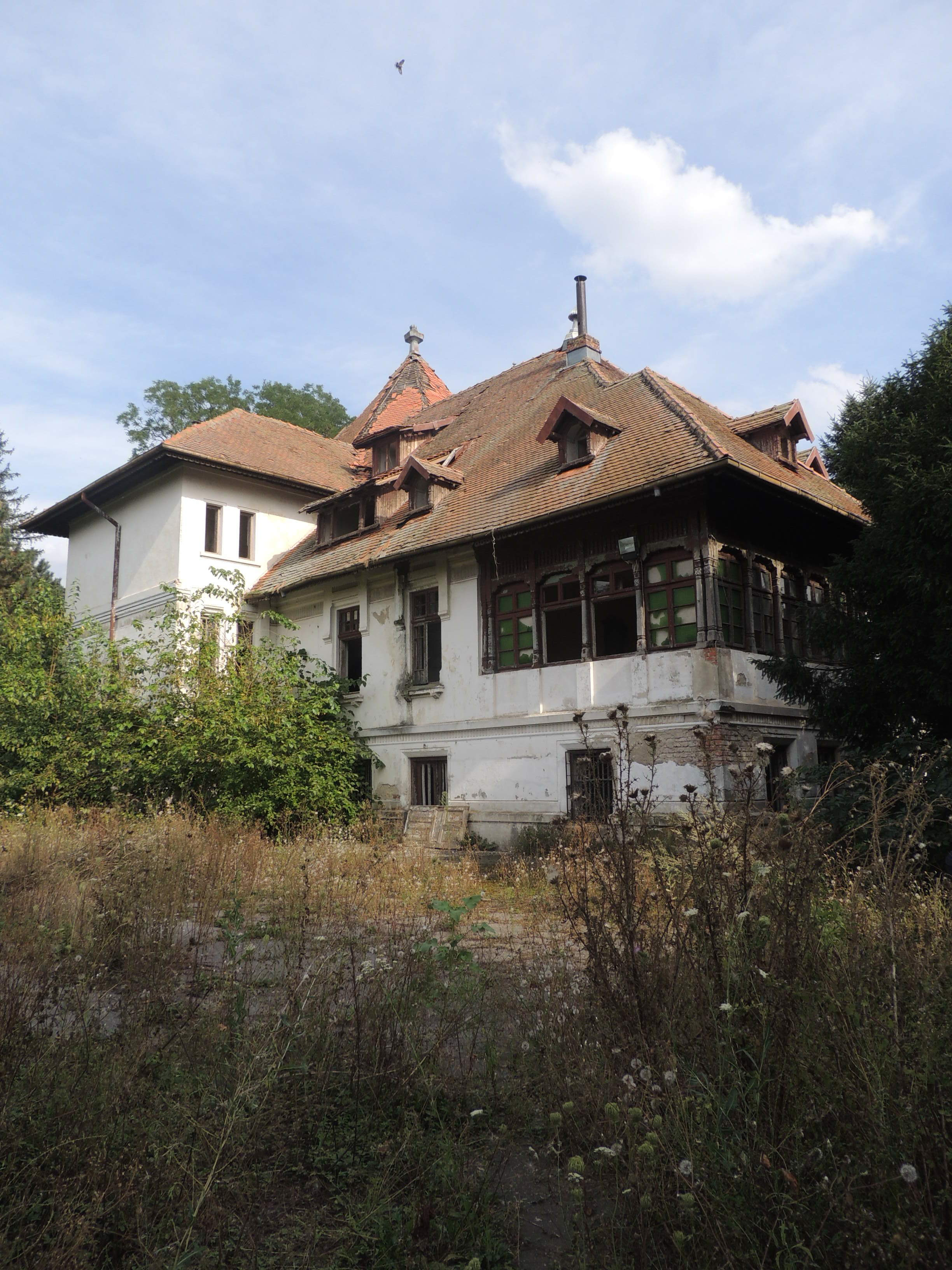
Conacul Bujoiu din Balotești, monument istoric

Douăsprezece obiective din comuna Balotești sunt incluse în lista monumentelor istorice din județul Ilfov ca monumente de interes local. Opt dintre acestea sunt situri arheologice — câte trei la Balotești și Săftica și unul la Dumbrăveni. Celelalte patru sunt clasificate ca monumente de arhitectură: trei dintre ele se află în Balotești — conacul Bujoiu, datând din 1932; biserica „Sfinții Nicolae, Teodor și Stelian”, construită în 1763; și un fost han din 1910. Celălalt este biserica „Sfânta Troiță, Sfântul Dumitru și Sfânta Elisabeta” din Săftica, construită în 1801 și reparată în 1840.

## Personalități
- Dumitru Avram (n. 3 iulie 1946), politician.